# Verchovaž'e
Verchovaž'e (in russo Верховажье?) è un villaggio della Russia europea nell'oblast' di Volgograd. È il centro amministrativo del rajon Verchovažskij.
Si trova sulle rive del fiume Vaga, 223 km a nord-est di Vologda.